# Perception humaine
Pour les articles homonymes, voir Perception (homonymie).
La perception humaine est l'activité par laquelle un sujet fait l'expérience d'objets ou de propriétés présents dans son environnement. Cette activité regroupe l'ensemble des mécanismes de détection, d'intégration (en) et de reconnaissance d'une stimulation sensorielle. Elle repose habituellement sur des informations fournies par ses sens et est aussi liée aux mécanismes de cognition. Le mot « perception » désigne :  
- soit le processus de recueil et de traitement de l'information sensorielle ou sensible (en psychologie cognitive par exemple) ;
- soit la prise de conscience qui en résulte[1] (en philosophie de la perception notamment).

En psychologie expérimentale, chez l'être humain en particulier, on distingue des échelles de perception consciente d'une part, et la perception inconsciente, d'autre part. Celle-ci est qualifiée parfois d'« implicite » ou « subliminale ». Cette distinction a été étendue aux autres animaux dans la mesure où ils peuvent être entraînés et conditionnés à indiquer s'ils ont perçu ou non un stimulus.
La perception d'une situation fait appel tout à la fois aux sens physiologiques d'un organisme et à ses capacités cognitives, à un niveau élémentaire ou conscient.

## Perception sensorielle
Cette section ne s'appuie pas, ou pas assez, sur des sources secondaires ou tertiaires indépendantes du sujet.

Pour l'améliorer, ajoutez-en, ou placez des modèles {{Source secondaire souhaitée}} ou {{Source secondaire nécessaire}} sur les passages mal sourcés. (avril 2024)
La perception sensorielle est la perception « immédiate » que nos sens nous livrent, comme des informations directes. Le terme de « sensation » est parfois utilisé dans un sens plus large (recouvrant aussi les émotions) ; on ne peut donc le retenir pour dénommer cette forme de perception.
En psychologie cognitive, la perception est définie comme la réaction du sujet à une stimulation extérieure qui se manifeste par des phénomènes chimiques, neurologiques au niveau des organes des sens physiologiques et au niveau du système nerveux central, ainsi que par divers mécanismes qui tendent à confondre cette réaction à son objet par des processus tels que la représentation de l'objet, la différenciation de cet objet par rapport à d'autres objets.

### Mesure
Les phénomènes perceptifs ne possèdent pas d'échelle de mesure continue. Ce sont avant tout des phénomènes temporels, c'est-à-dire que leur mesure n'est pas constante pour tous les instants (t).
Chez l'humain, l'ouïe et la vue sont les deux sens qui nous transmettent des informations les plus importantes sur le temps et sur l'espace ; mais l'inégalité entre les rayonnements sonores et les rayonnements lumineux est pour beaucoup à l'origine d'une flagrante inégalité entre ces sens. Le seuil de perception d'un son par l'oreille est situé à 10−16 W, quand le seuil de perception d'une source lumineuse ponctuelle (à l'œil nu) est situé à 10−18 W. La vue est donc un sens réservé à l'immédiat. L'ouïe, en véhiculant des indications d'un autre ordre, nous renseigne beaucoup plus sur ce qui est du domaine de l'émotion, des sentiments : par exemple, outre qu'elle peut porter plus d'informations, la voix au téléphone nous en dit plus sur l'état «psychologique» de l'interlocuteur qu'une photo.

## Mesure de la sensation
Les quantités mesurables nous apprennent peu de choses sur les phénomènes perçus, comme l'attestent les illusions d'optique où, par exemple, un même objet peut nous apparaître plus clair ou plus foncé suivant la luminance des objets qui l'entourent. La psychologie de la perception cherche donc à établir le lien qui existe entre l'objet physique et la perception qu'on en a.
Les théories physicalistes du XIXe siècle ont tenté de relier, de façon bilatérale et univoque, sensations et grandeurs physiques. Le pragmatisme de ces recherches cherchait à exprimer des grandeurs affectives en fonction de données empiriques (degrés de hiérarchie des perceptions, comparaison de leur somme et de leur différence), des attributs sensibles en fonction de mesures physiques (définissables a priori). L'approche psychophysique a, par la suite, entrepris de mesurer précisément notre sensibilité à différents paramètres physiques (comme la couleur ou l'intensité sonore) afin de déterminer ce qui seraient les lois générales de la perception, comme la loi de Weber-Fechner.
Selon une autre approche, les courants inspirés de la psychologie de la forme (Gestalt) ont cherché à comprendre comment se structurait la perception autour de principes généraux. Par exemple, selon le principe de clôture, une forme sera plus facilement perçue si elle est fermée que si elle est ouverte ; on retrouve une illustration de ce principe dans le triangle de Kanizsa où l'on perçoit spontanément un triangle blanc alors que seuls trois disques noirs sont dessinés.
Les illusions visuelles fournissent une explication potentielle aux illusions de jugements ou illusions cognitives. À titre d'exemples, on peut citer les dessins bien connus de W. E. Hill (ma femme et ma belle-mère ainsi que le dessin de l'homme barbu). Les gestaltistes ont beaucoup travaillé sur ces équilibres visuels : premier plan et arrière-plan, zones claires et zones sombres, contours convexes et concaves. Une fois que l'expérience a permis de comprendre la dualité de l'image, les limitations dans la perception ou dans le jugement peuvent être facilement vaincues. Comme l'affirmait Goethe, nous ne voyons que ce que nous savons. Et, « la découverte consiste à voir ce que tout le monde a déjà vu et à penser ce que personne n'a encore pensé ».
On peut aussi mentionner les approches physiologiques qui cherchent à comprendre quels sont les mécanismes qui permettent la perception aussi bien au niveau des organes des sens que des neurones du système nerveux.

### Perception visuelle
L'œil ne fonctionne pas comme un capteur photographique d'appareil numérique.
L'œil comprend deux systèmes complètement différents :
- le système fovéal qui donne la possibilité d'examiner des points d'environ 2 degrés d'angle 3 à 4 fois par seconde. C'est un système très lent avec un excellent pouvoir de résolution et un bon rendement des couleurs ;
- le système de la rétine périphérique qui rend jusqu'à 90 images par seconde sur un angle d'environ 180 degrés, avec une mauvaise résolution. Il sert à donner l'impression globale de la situation.

Ces deux systèmes relient le monde extérieur avec sa représentation intérieure. La perception visuelle est donc un système d'identification. Il permet d'identifier par exemple une personne par la comparaison de quelques points critiques et l'impression globale avec les images internes. Pour percevoir un objet, il faut avoir vu des objets similaires.
La perception des visages fonctionne depuis la naissance. Mais la discrimination de plusieurs visages est une capacité qui s'apprend.

### Perception auditive
La branche de la psychophysique qui étudie la façon dont nous percevons les sons est la psychoacoustique.

#### Mécanisme de l'audition
La chaîne de l'audition est complexe. Ses mécanismes sont développés dans l'article Ouïe. Les sons transmis par l'air sont captés et amplifiés par le pavillon qui les focalise vers le conduit auditif jusqu'au tympan, membrane qui entre alors en vibration. La chaîne des osselets transmet et amplifie ces vibrations (conduction mécanique) et elles sont transmises à l'oreille interne. Elles provoquent des ondes de pression correspondant aux ondes sonores. Ces ondes de pression permettent de communiquer les vibrations à la partie la plus délicate et la plus interne de l'oreille humaine, la cochlée. Les ondes mécaniques font bouger les cils de l’oreille interne, ce qui active la production d'influx nerveux chargés de transmettre l'information au nerf auditif, jusqu'au cortex auditif.

### Perception olfactive
La perception olfactive est relativement délaissée par beaucoup d'humains, et beaucoup plus utilisée par certains animaux. On l'utilise cependant souvent sans s'en rendre compte. Il participe, avec la perception gustative, à la sensation du goût.
Mécanisme de l'odorat : voir le nez.

### Perception tactile
La perception tactile est la perception par l'homme ou l'animal de sensations par le toucher transmise par l'intermédiaire de la peau, des muqueuses (langue) ou des dents (mécanorécepteurs du parodonte,,). Elle inclut non seulement la perception tactile au sens étroit (reconnaissance de textures, d'élasticité, lecture en braille, etc.) mais aussi la perception thermique (sensation de chaud ou le froid), et même des perceptions émotionnelles, telles la douleur ou la sensualité.
Mécanisme du toucher : voir toucher, peau et nerfs.

### Perception gustative
C'est la perception du goût.
Mécanisme du goût : voir aussi la langue et le palais.

### Perception de l'équilibre
L'équilibrioception, qui est le sens de l'équilibre. Elle est assurée par le système vestibulaire de l'oreille interne. Ce système assure aussi la perception du mouvement.

### Perception du temps
Si nous possédons des yeux pour voir, des oreilles pour entendre et un nez pour sentir, nous n'avons pas de récepteurs sensoriels spécifiques dédiés à la perception du temps. Or nous sommes pourtant capables de percevoir l'écoulement du temps. L'étude de la perception du temps se confronte donc à un paradoxe qui renvoie à la nature même du temps où se rencontrent les expériences psychologiques, les réflexions philosophiques, notre compréhension du fonctionnement du cerveau et nos connaissances des cycles circadiens.
La perception temporelle a fait l'objet de nombreux travaux depuis les premières études psychophysiques au XIXe siècle jusqu'aux explorations en imagerie cérébrale. Les expérimentateurs se sont attelés à distinguer différents types de phénomènes qui relèvent tous de la perception du temps :
- la perception des durées ;
- la perception et la production de rythmes ;
- la perception de l'ordre temporel et de la simultanéité.

La question reste posée de savoir si ces différents domaines de la perception temporelle procèdent des mêmes mécanismes ou non, en particulier d'autres distinctions ont été introduites sur la base de l'échelle de temps considérée. Ainsi selon le psychologue français Paul Fraisse, il convient de distinguer la perception (pour des durées relativement brèves jusqu'à quelques secondes), de l'estimation temporelle, qui, elle, désigne l'appréhension de durées longues (supérieures à plusieurs secondes jusqu'à des heures ou davantage).

### Perception de l'espace
De même que la durée, les distances entre les objets peuvent faire l'objet d'une perception. Ainsi, il est possible de dire si tel objet est plus proche de nous que tel autre ou encore qu'un tel est plus grand qu'un autre. L'argument pour isoler une perception de l'espace à côté des sens physiologiques (tels la vision ou l'audition) repose sur l'observation que l'information spatiale que l'on extrait de l'environnement semble être supra-modale, c'est-à-dire partagée entre les différentes modalités sensorielles de localisation. Ainsi, il est possible de dire si un son provient d'un objet visuel. Le lobe pariétal du cerveau joue un rôle important dans la perception de l'espace.
Voir aussi : Localisation auditive

### Perception et audiovisuel
La perception par l'œil ou par l'oreille des phénomènes qui nous entourent est limitée par les récepteurs mis en jeu. L'oreille humaine ne capte les signaux sonores que dans une gamme de 20 à 20 000 hertz en moyenne. L'œil, pour sa part, est limité aux longueurs d'onde comprises entre 390 nm et 780 nm ; c'est la lumière visible.
De plus, il semblerait que l'interprétation par le cerveau des images transmises par l'œil ne puisse être considérée comme copie conforme de la réalité, mais plutôt comme des références à des images (ou à des portions d'images) déjà imprégnées dans la mémoire de l'individu. Grâce à cela, on reconnaît un petit morceau d'assiette cassée alors qu'un ordinateur, lui, en sera complètement incapable.
Sans parler des phénomènes de persistances rétiniennes, on utilise en audiovisuel les carences de nos perceptions pour manipuler les sons et les images pour qu'elles deviennent plus petites en termes d'espace occupé sans pour autant qu'elles ne perdent leur qualité intrinsèque de transport d'informations. On parle alors de codage, de compression du média.
Les codec les plus évolués prennent en compte de manière très fine les imperfections de nos perceptions pour atteindre des compressions inconnues avant les travaux des scientifiques sur la perception de nos cinq sens et l'interprétation faite par notre cerveau des données reçues.

## Loi de Weber-Fechner
Pierre Bouguer (1760), puis Ernst Weber (1831) ont cherché à déterminer la plus petite variation physique perceptible d'un stimulus. La loi de Weber-Fechner stipulait que le seuil différentiel (plus petite différence perceptible entre deux valeurs de stimuli) augmentait linéairement avec la valeur du stimulus étalon. Le médecin Gustav Fechner (inventeur du terme psychophysique) a modifié cette loi, pour la rendre valide aux valeurs extrêmes de stimuli : « la sensation varie comme le logarithme de l'excitation ». Cette distanciation de la somme des causes et des transformations linéaires et affines procurant le résultat, l'effet, n'a été rendue possible que lorsque Fechner eut introduit vers 1860 la notion de seuil de perception et précisé certaines méthodes d'investigation et d'observation qui permettaient de les repérer.

### Intensif/extensif
Bergson a dénoncé dans son « Essai sur les données immédiates de la conscience » ce qu'il appelle l'« illusion » consistant à confondre « l'intensif et l'extensif ». Des valeurs intensives, terme un peu désuet aujourd'hui, sont des valeurs qui augmentent par degrés, mais que l'on ne peut ni rattacher à un nombre, ni rattacher à une étendue ; par opposition, l'extensif se rapporte, lui, à une étendue. Pour Bergson, nous associons inconsciemment ce que nous ressentons à la cause de notre impression ; nous ressentons une certaine quantité, définie par le contraste, la nuance, et nous cherchons un peu abusivement à la définir par une grandeur en objectivant une donnée qui appartient en propre à la conscience subjective. Or, « la sensation est un fait psychologique qui échappe à toute mesure ». Bergson ne nie pas la mesure des seuils différentiels de Weber qui juge de l'excitation, donc de la cause. Mais il critique l'amalgame de Fechner qui met la cause dans l'effet. Il prône donc une radicalisation de la pensée qui mette plus en valeur les états subjectifs. Il faut, nous apprend-il, rétablir la vérité des « données immédiates de la conscience ». On le sait aujourd'hui, la pseudo-loi de Weber-Fechner reste très approximative : elle n'est à peu près exacte que dans la zone des valeurs moyennes. Ces théories physicalistes opéraient en fait une appréciation psychophysique trop radicale du lien qui unit le monde subjectif du perçu et une ou plusieurs grandeurs mesurables[pas clair].

## Perception de la réalité
La perception d'une situation simple ou complexe fait appel à des processus d'analyse inconscients. La réalité concrète et immuable est extrêmement difficile à cerner car chaque personne a sa propre perception de la réalité. Les filtres de la perception étant omniprésents dans la vie de chaque individu, cela rend impossible la définition précise de ce qui est réel. Ces filtres agissent sur la perception en déformant un peu plus les informations provenant du monde réel. Par exemple, l'état psychologique d'une personne (elle est de bonne ou de mauvaise humeur), son état de fatigue, la luminosité, les bruits environnant, son niveau de stress, un taux élevé d'hormones comme l'Ocytocine, le Cortisol, la Testostérone, la sérotonine, etc. En plus d'être personnelle à chacun, la perception du réel se modifie à chaque instant.
La perception d'une situation complexe peut être entravée par des biais cognitifs comme la pensée, l'ignorance et les croyances. Le phénomène qui peut entraver la perception juste d'une situation est particulier à la mémoire et à l'illusion. Ce peut être aussi d'autres formes de biais cognitifs (dissonances cognitives) ou des sophismes, de la part des personnes qui échangent leur point de vue sur une situation (ce qui correspond plus à des opinions qu'à une perception). Les schémas cognitifs sont des automatismes permettant à chacun de traiter au mieux des situations complexes. En cas de dysfonctionnements, ils seraient à l'origine de psychopathologies (comme la dépression), ainsi que les travaux de Beck l'ont montré. La perception joue donc un rôle considérable dans la façon d'appréhender la réalité et les relations aux autres.
Afin d'améliorer sa perception de la réalité, et de limiter les risques d'erreur, il est important de croiser les sources d'information, et de croiser les interprétations de ces sources. Ainsi, les situations du monde réel qui apparaissent complexes demandent un niveau d'attention élevé. Mais les biais cognitifs (tels que par exemple la cécité d'inattention et la Cécité au changement) peuvent occulter de nombreux éléments, ou déformer le niveau de compréhension et ainsi agir sur les actions suivantes.
Chez les humains de diverses cultures, le partage des informations et leur qualification, dans une collectivité ou une entreprise, font appel à des méthodes et à des sciences cognitives.
Plusieurs philosophes se sont penchés sur le phénomène de la perception.
Dans l'Antiquité, Aristote a développé dans le traité de sensu et sensibilibus une réflexion sur les sensibilités communes (koine aisthesis).
Au Moyen Âge, avec saint Thomas d'Aquin, la philosophie scolastique a repris les notions d'Aristote pour bâtir une théorie des facultés, aboutissant à la notion de sens commun (en latin sensus communis)), qui est l'une des quatre facultés avec l'imagination, l'estimative, et la mémoire.
Au XVIIe siècle, Baruch Spinoza, dans le traité de la réforme de l'entendement (1661-1677), distingue quatre modes de perception :
- la perception par les sens (cf ci-dessus) ;
- la perception par l'expérience ;
- la perception par le raisonnement déductif ;
- la perception par l'intuition.

La perception par l'expérience est un processus empirique, qui fait aujourd'hui appel à des méthodes expérimentales sophistiquées.
Autant les deux premiers types de perception (perception par les sens et par l'expérience) sont individuels, autant le raisonnement, et aussi l'intuition ont des implications collectives : c'est à ce stade que l'intelligence (inter-ligere, en latin, signifie lier entre) de l'individu, face à une situation, nécessite des communautés que les perceptions des uns et des autres interagissent pour aboutir à une vision structurée d'un ensemble à un moment particulier. En gestion des connaissances, on parle de communautés de pratique.
Pour donner un point de vue sur une situation globale, l'intuition peut nous amener à faire des généralisations de cas singuliers, c'est-à-dire procéder par induction. La généralisation peut être inappropriée, car les cas singuliers choisis ne sont pas nécessairement représentatifs, et même ils peuvent être choisis intentionnellement pour arriver à une conclusion prédéterminée, ce qui est une logique fallacieuse.
À cette réserve près, l'induction est parfois un complément indispensable du raisonnement déductif pour percevoir une situation complexe.
Henri Bergson (Essai sur les données immédiates de la conscience) s'est inspiré de Spinoza sur la question de l'intuition.
Maurice Merleau-Ponty a également étudié le phénomène de la perception. La perception a, selon lui, une dimension active en tant qu’ouverture primordiale au monde vécu (au Lebenswelt). Contrairement à la conception cartésienne de la pensée, Merleau-Ponty estime que le corps n'est pas qu'un objet potentiel d'étude pour la science. Il souligne qu’il y a une inhérence de la conscience et du corps dont l’analyse de la perception doit tenir compte. Le primat de la perception signifie un primat de l’expérience, dans la mesure où la perception revêt une dimension active et constitutive.
Avec Paul Watzlawick, la réalité est devenu le résultat d'une construction mentale. « De toutes les illusions, la plus périlleuse consiste à penser qu'il n'existe qu'une seule réalité ».
Les études réalisées ces dernières années par des neuroscientifiques tels que David Eagleman (en) ou Dan Ariely mettent en évidence l'influence de la perception sur la compréhension de la réalité, ainsi que la tendance à l'irrationalité.
Avec The Witness et notamment sa seconde fin, Jonathan Blow démontre comment le travail de plusieurs années, mais aussi l'expérience utilisateur de plusieurs dizaines d'heures, peuvent influer sur notre perception inconsciente et consciente de la réalité. De par la répétition d'une tâche et de stimuli visuels propres à la conception de ses puzzles, l'auteur et le joueur finissent par voir apparaître ces puzzles partout dans la réalité, comme s'ils étaient alors jusqu'ici voilés à leurs yeux.

## Perception faciale
Depuis longtemps les scientifiques se questionnent sur plusieurs aspects de la perception humaine. Un domaine de la perception qui a été étudié profondément c’est la perception des visages. Il est particulièrement intéressant, car il est lié à l'identification des visages et la compréhension des expressions faciales en lien avec la communication verbale et non-verbale (Goldstein & Cacciamani, 2022) . Comprendre la perception des visages pourrait aussi nous aider à comprendre les causes de la prosopagnosie; une maladie qui rend incapable de percevoir les visages (Sergent et al., 1992).
Particularité de la perception des visages
Plusieurs choses rendent la perception des visages particulièrement intéressante et unique. Notamment, ce phénomène est surtout captivant quand on prend en compte la haute vitesse que nos systèmes perceptifs peuvent identifier des visages et des émotions. En effet, une étude a démontré que cela peut se faire dans seulement 100-110 ms, mais la moyenne est 140 ms (Crouzet et al., 2010). Mais, si les faces sont inversées, la perception devient très difficile (Busigny & Rossion, 2009). Cet effet d’inversion de face fait croire plusieurs scientifiques que la perception des visages se fait d’une façon holistique. Pour expliquer, si l’analyse des faces se faisait en identifiant les parties individuellement et non d’une façon holistique, l’inversion n'aurait pas un aussi grand effet (Goldstein & Cacciamani, 2022). Ces particularités de la perception faciale ont forcé une des plus grandes questions de la perception faciale. Est-ce que les êtres humains ont un système intrinsèque spécialisé uniquement dans ce genre de perception ? Ou, inversement, est-ce que la perception des visages est due à la plasticité du cerveau dépendant de l’expérience (Goldstein & Cacciamani, 2022). Cette question sera explorée un peu plus tard.
Codage par spécificité ?
Un autre débat qui a été populaire dans ce domaine est: est-ce que la perception des visages se fait par codage de spécificité ou par codage de population? En d'autres mots, si c’est un neurone spécifique qui code pour les visages dans nos cerveaux, ou plusieurs neurones/groupes de neurones (Goldstein & Cacciamani, 2022).
La théorie qui stipule qu’un seul neurone est responsable s’appelle aussi l’hypothèse de la grand-mère, parce que théoriquement, il y a une cellule qui répondrait à uniquement ta grand-mère. (Goldstein & Cacciamani, 2022). Cette théorie est appuyée par une expérience faite par Quiroga et ses collègues en 2005. Ils ont présenté une série de photos des personnes et ont trouvé qu’un neurone spécifique est activé seul lors des présentations des photos de Jennifer Anniston, il l’a donc appelé la « Jennifer Anniston neurone ». Cependant, cette théorie a beaucoup de critiques, principalement parce qu’il est impossible de déterminer si la « Jennifer Anniston neurone » est uniquement activée lors des présentations de Jennifer Anniston. Par ailleurs, parce que la théorie stipule que si le neurone de ta grand-mère meurt, tu oublies ta grand-mère (Quiroga et al., 2008). De plus, la plupart des expériences (comme plusieurs mentionnées plus tard), démontrent une activation dans plusieurs endroits du cerveau lors des présentations des divers stimuli, et non un seul neurone. Les critiques de cette théorie optent donc pour une explication plutôt holistique (Goldstein & Cacciamani, 2022).
Malgré tout cela, plusieurs scientifiques ne sont pas convaincus. Tel que mentionné précédemment, certains pensent que la perception des visages se fait d’une façon plutôt holistique. C’est-à-dire, ils réfutent l’idée qu’il existe une partie du cerveau qui gère la perception des visages (Goldstein & Cacciamani, 2022). Le raisonnement est que la perception d’une face est complexe et implique plusieurs aspects. Pour élaborer, quand on regarde une face nous sommes en train d’analyser les émotions de la personne, la direction dans laquelle la personne regarde, comment leurs yeux et leur face bougent, si on les trouve beaux, et s’ils nous sont familiers. Donc, les émotions, le mouvement, la mémoire et le jugement sont tout impliqués, nous laissant croire qu’il sera quasiment impossible que seule une partie du cerveau y est responsable (FFA) (Goldstein & Cacciamani, 2022).
Ou dans le cerveau ?
La localisation du processus est un autre aspect de la perception faciale qui est très étudié et porte différentes opinions. La première expérience qui a beaucoup avancé l’identification de l’endroit associé aux perceptions faciales a été centrée sur la prosopagnosie. Sergent et al. (1992), ont utilisé une machine à Tomographie par émission de positons (TEP)sur six sujets avec la prosopagnosie causée par lésion cérébrale. Les résultats ont contribué à l’association du cortex préfrontal ventromédian avec la perception des visages. L’expérience a aussi révélé que la perception des visages et des objets est faite par deux processus distincts. Ce qui a servi comme fondation pour l’expérience suivante de Kanwisher et al. (1997). Ils ont ajouté un niveau de complexité, dans le but d’éviter les variables confondantes. Cela a démontré les mêmes résultats que la dernière; leur permettant de conclure que l’aire fusiforme du cerveau (FFA) est réellement liée aux perceptions des visages. Ils ont donc nommé cette partie du cerveau, située dans le gyrus fusiforme, sur la face inférieure du cerveau directement sous le cortex inféro-temporal, la face fusiforme du cortex visuel. Ces études expérimentales de Kanwisher et les études de cas de Sergent et al. (1992), sont en appuie de la théorie que l’aire fusiforme des faces est intrinsèquement liées aux perceptions faciales.
Doutes face à l’aire fusiforme de face
L’expérience de Gauthier et al. (1999), a tenté de prouver que la FFA n’est pas impliquée uniquement dans la perception des visages. Ils ont créé une nouvelle espèce appelée « Greebles » pour les sujets identifiés. Au début de l’expérience les participants étaient incapables de différencier les Greebles, mais avec de l'entraînement, ils ont été capables et les activations FFA ont encore été vues (Gauthier et al., 1999). Ils ont ensuite fait une étude similaire, où ils ont présenté des oiseaux et des voitures aux experts dans ces sujets. Ils ont encore vu des activations cérébrales dans l’aire de face fusiforme, suggérant plutôt que c’est une aire pour des sujets spécialisés, dépendant de l’expérience, et non seule pour les faces (Gauthier et al., 2000). Ces expériences qui démontrent la plasticité du cerveau dépendant de l’expérience sont aussi pertinentes concernant la première question de l’article. Est-ce que la perception est intrinsèque ? D’après ces expériences, elle ne nous n’est pas intrinsèque, mais plutôt un résultat de nos expériences et notre plasticité cérébrale(Gauthier et al., 2000).
Haxby et al., (2001) suggère que la FFA n’est pas spécifiquement pour les faces, mais plutôt font partie d’une représentation plus grande pour tous les objets et les faces. Ils ont observé lors de leur expérience, une activation distincte pour les faces et pour cinq différentes catégories d’objets. Ils ont même pu dédier ce que le participant regardait à l'aide des activations cérébrales. Ces activations distribuées et superposées suggèrent que la perception faciale se fait d’une façon similaire que la perception des objets. Cette étude propose donc une organisation topographique de la représentation distribuée des faces et des objets dans le cortex temporal ventral. De plus, elle est en désaccord avec la théorie qui stipule que les êtres humains ont un endroit du cerveau intrinsèquement responsable des perceptions faciales.